# Thimerosal
Il tiomersale, detto anche thimerosal o thiomersal, o sodio-etilmercurio-tiosalicilato (C9H9HgNaO2S) è un composto organo-mercuriale, strutturalmente correlato al nitromersolo.
Sintetizzato per la prima volta da Morris Kharasch, il composto fu commercializzato negli Stati Uniti con il nome di Merthiolate dalla Eli Lilly and Company.
Nell'organismo viene metabolizzato in etilmercurio e tiosalicilato.
In virtù del suo potere antisettico, fin dagli anni '30 viene utilizzato come conservante dei vaccini, nelle preparazioni di immunoglobuline, sieri anti-veleno, soluzioni disinfettanti per uso oftalmologico e nasale e negli inchiostri per tatuaggi.
Negli Stati Uniti, nell'Unione europea e in alcuni altri paesi questo composto viene progressivamente eliminato dai vaccini a uso pediatrico, a scopo precauzionale, per ridurre la potenziale sovra-esposizione al mercurio nei bambini.
Non contiene metilmercurio, un derivato mercuriale i cui effetti tossici sull'uomo sono ben studiati.

## La presunta correlazione con l'autismo
Sebbene numerosi studi e ricerche scientifiche non rilevino alcuna correlazione tra thimerosal e autismo, esistono soggetti, attivi nell'ambito della propaganda antivaccinale, che ne sostengono l'esistenza.
Il consenso scientifico internazionale, incluse le più importanti istituzioni scientifiche e mediche mondiali come il National Institute of Health statunitense e l'Organizzazione Mondiale della Sanità, e le agenzie governative come la Food and Drug Administration e il CDC escludono espressamente, sulla base dell'evidenza scientifica, che il thimerosal possa avere un qualunque ruolo nell'autismo o nei disturbi neurologici.
Nonostante l'assenza di prove, e la presenza di studi che confermano l'estraneità del thimerosal a problematiche di salute, il prodotto è stato rimosso da alcune formulazioni vaccinali nei primi anni del 2000.